# Simon Sándor (ejtőernyős)
Simon Sándor (Monor, 1970. május 20. –) magyar ejtőernyős sportoló, hivatásos katona.

## Életpálya
1986. július 26-án Nyíregyházán ugrott először ejtőernyővel. Ugrásainak száma 1985 (2016. 06. 30), amelynek egy részét katonaként teljesítette. Katonaként ejtőernyő beugró, ejtőernyős oktató szakszolgálati engedélyt szerzett. Civilben ejtőernyős oktató 1994-től. 1994-óta oktat ejtőernyős növendékeket. Az NFTC program (NATO Flying Course in Canada) beindulásától kezdve az oda felvételt nyert pilótanövendékek kötelező ejtőernyős kiképzésében tevékenykedett. Katonai beosztásait deszanttechnikusként kezdte, majd a kutató-mentő csoport parancsnoka lett. 1997-ben légideszant-szakaszparancsnok, majd megbízott századparancsnok. 2005-ben kinevezték a Magyar Honvédelmi Légierő Parancsnokság ejtőernyős főtisztjévé.
Katonai pályafutását követően 2009-2010 között a Nemzeti Közlekedési Hatóság Légügyi Hivatal hatósági ejtőernyős. 2010-2011-ben a Magyar Repülő Szövetség főtitkára. 2011-2015 között a Magyar Ejtőernyős Szövetség szakmai igazgatója.

## Sportegyesületei
- Szabolcs-Szatmár-Bereg Megyei Repülő és Ejtőernyős Klub
- Szolnoki Honvéd Ejtőernyős Egyesület
- Taszár Honvéd Sportegyesület
- Honvéd Sportrepülő Egyesület
- Vörös Meteor Ejtőernyős Sport Klub

## Szakmai sikerek
- 1994-től I. osztályú ejtőernyős
- 2005-től aranykoszorús I. osztályú ejtőernyős